# Lindenberg (Schweiz)
Der Lindenberg ist ein langgestreckter Bergrücken im zentralen Schweizer Mittelland. Er gehört zu den Kantonen Luzern (Westseite) und Aargau (Ostseite und Nordabdachung), die Grenze verläuft längstenteils auf dem Bergkamm.

## Geologie
Der 20 km lange und bis zu 8 km breite, kaum gegliederte Höhenrücken erstreckt sich in Nordnordwest-Südsüdost-Richtung. Er wird im Westen durch das Seetal mit dem Hallwilersee und dem Baldeggersee, im Osten durch das Bünztal, im Süden durch das Reusstal und im Norden durch die Senke von Sarmenstorf begrenzt. Letztere trennt den Lindenberg von der nordwestlich anschliessenden Höhe des Rietenbergs. Die höchste Erhebung des Lindenbergs erreicht 878 m ü. M. im Rüedikerwald, grossflächige weitere Gebiete liegen ebenfalls über 800 m.
Der Hügelzug ist vorwiegend aus Molassesandstein aufgebaut. An den Hängen liegen End- und Seitenmoränen der verschiedenen Stadien des eiszeitlichen Reussgletschers, der obere Teil des Bergrückens war in der letzten Eiszeit eisfrei. Im ehemaligen Moränenbereich gab es früher viele Gletscherfindlinge, die im 18. und 19. Jahrhundert fast vollständig für Bauzwecke verwendet worden sind. In Beinwil und Wiggwil stehen Brunnentröge, Brunnenstöcke und Wegkreuze aus Aaregranit von den Alpen im Reusstal. Bei Auw hat man in einer unbekannten Zeit eine künstlich aus Findlingen angelegte Steinreihe im Wald aufgerichtet.
Das einzige tief in den Westhang des Berges eingeschnittene Tälchen ist das Gitzitobel, das bei Aesch ins Seetal eintritt. Am Osthang des Lindenbergs befindet sich südlich von Muri das Quellgebiet der Bünz. In der Umgebung von Beinwil entspringen am Abhang aus den Moränenzügen mehrere Quellbäche wie der Wissenbach, der Sembach und der Mariahaldenbach.
Der Kamm des Lindenbergs ist waldbedeckt, an den weiten offenen Hängen liegen landwirtschaftlich genutzte Flächen, wo hauptsächlich Viehzucht und Obstbau betrieben werden.

## Wirtschaftliche Bedeutung
Auf den Hochterrassen am Westhang des Lindenbergs befinden sich mehrere Ortschaften (Bettwil, Schongau, Hämikon, Müswangen, Sulz, Lieli und Hohenrain). Sie waren früher Bauerndörfer, in den letzten Jahren kamen aber wegen der aussichtsreichen Lage zahlreiche neue Wohnquartiere dazu.
Ein beliebter Ausflugsort mit Alpenpanorama ist das Schloss Horben auf der Südostseite des Kammes. Dort wurden im Winter bei genügend Schnee vier Langlaufloipen gespurt, wovon eine abends beleuchtet ist. Von 1970 bis 2024 bestand auch ein kurzer Skilift. Oberhalb von Buttwil liegt am Osthang des Lindenbergs auf einer vorgelagerten Terrasse ein Sportflugplatz.